# Seven Points
Seven Points város az USA Texas államában, Henderson és Kaufman megyében. Lakosainak száma 1370 fő (2020. április 1.).

## Népesség
| Lakosok száma | 1145 | 1455 | 1370 |
|               | 2000 | 2010 | 2020 |